# Segovia
Segovia város Spanyolországban Kasztíliában, a Kasztília és León autonóm közösség azonos nevű tartományának fővárosa. Nevezetességei, a római vízvezeték és a középkori óváros a világörökség része.

## Fekvése
Az Eresma és a Clamores folyók találkozásánál fekszik, a Sierra de Guadarrama hegység lábánál.

## Éghajlat
A város az európai mérsékelt égövben található. Az éghajlatot a tengerszint feletti magasság, a partvidékektől való távolság és a hatalmas hegyek alakítják, ennek megfelelő mediterrán éghajlat alakult ki. A nyár forró, a tél hideg, a csapadék pedig a nyarat leszámítva egész évben magas. Az alföldes területen 400–500 mm, míg a városi hegyvidékben elérheti az 1000 mm-t is, amelynek nagy része télen már hó formájában hull. A növényzet ennek megfelelően gazdag tölgyesekkben és bükkösökben.

## Nevének eredete
A kelta eredetű név jelentése valószínűleg „erődítmény”.

## Története
Ősi, talán kelta alapítású város. Neve már a rómaiak ideje alatt is Segovia volt, és a Clunia tartományhoz tartozott.

## Nevezetességei
A város leghíresebb jelképei közé tartozik a római vízvezeték, valamint az Alcázar erőd.

## Képgaléria

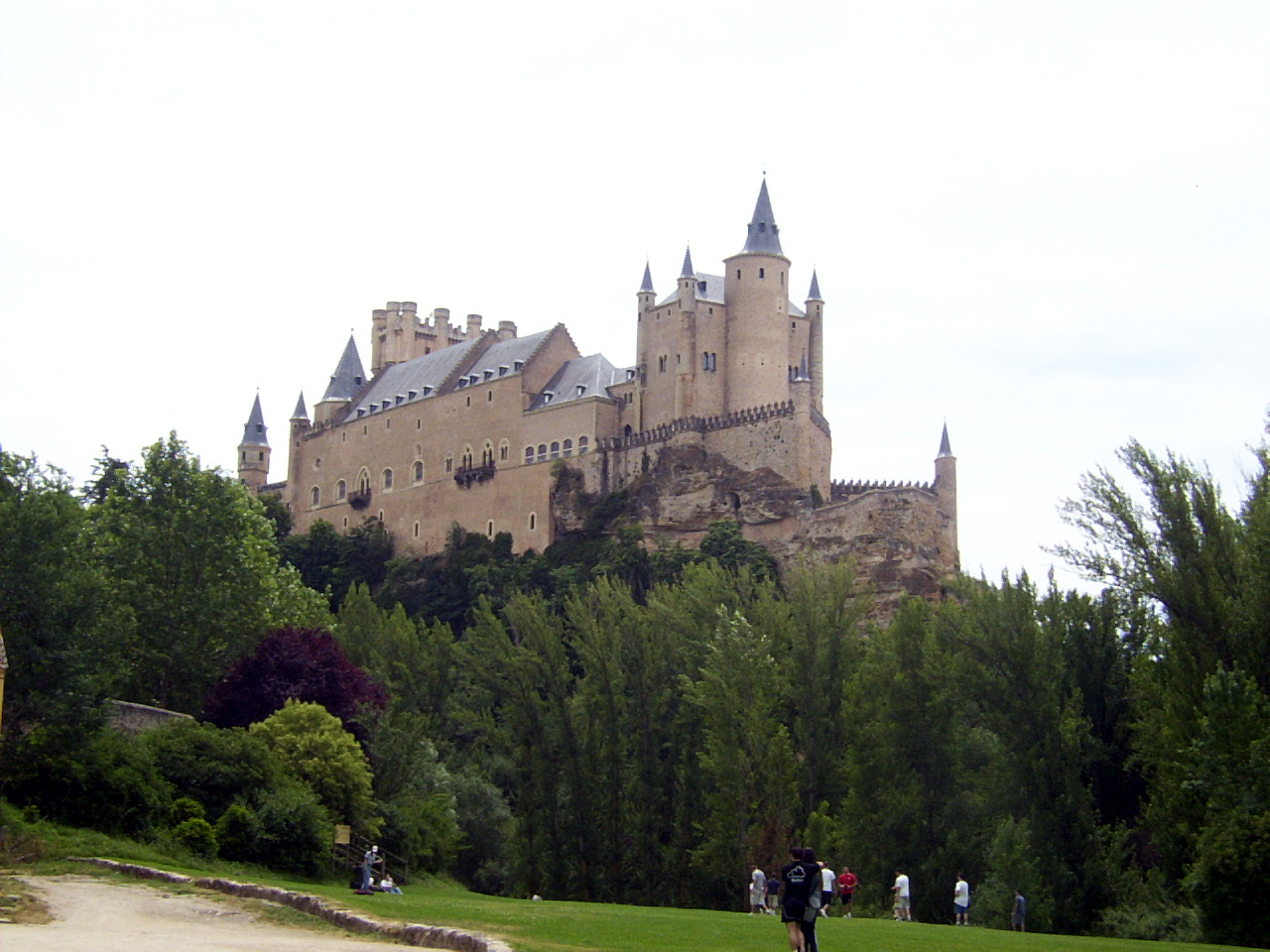
Az Alcazar
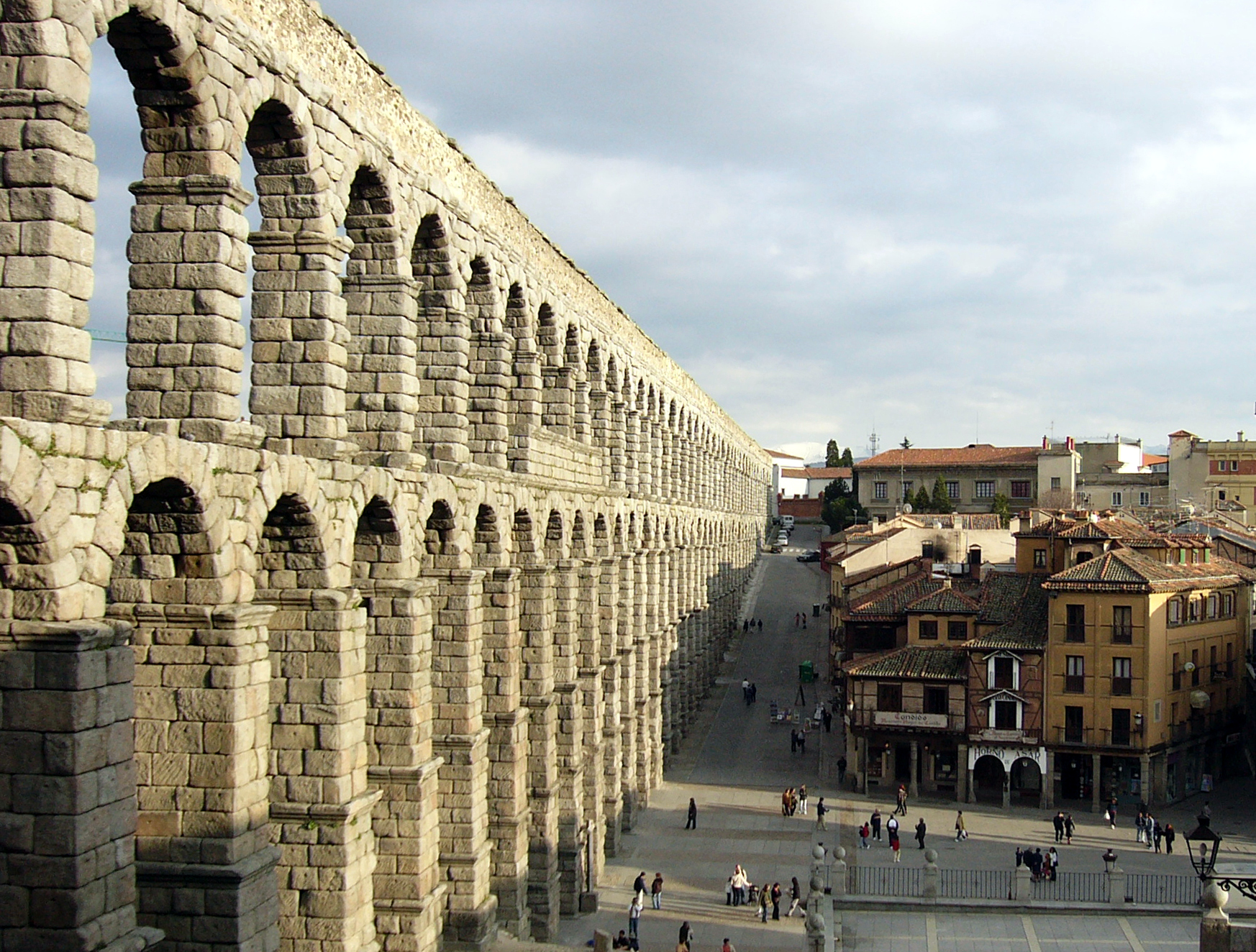
Aquaduct

## Népesség
A település lakosságának változását az alábbi diagram mutatja:
| Lakosok száma | 54 039 | 55 586 | 56 047 | 56 660 | 54 844 | 53 260 | 51 756 | 51 674 | 50 802 | 51 525 |
|               | 2001   | 2004   | 2007   | 2009   | 2012   | 2014   | 2017   | 2019   | 2022   | 2024   |